# Tamim ben al-Muizz
Pour les articles homonymes, voir Tamim.
Ne doit pas être confondu avec son contemporain Tamim ben Bologhin, émir ziride de Malaga (règne : 1073-1090)
Tamim ben al-Muizz(Al-Amir ʾabū ṭāhir tamīm ben al-muʿizz al-Djazahiri), (en Arabe :أبو طاهر تميم بن المعز), est un souverain de la dynastie des Zirides d'Ifriqiya, successeur de son père Al-Muizz ben Badis (1016-1062). Il règne d’août 1062 à février 1108.

## Biographie
Tamim ben al-Muizz nait le 3 Rajab 422 du calendrier hégirien (soit en l’an 1031 du calendrier grégorien). Il est le fils du sultan Al-Muizz (1008-1062).
À la mort de son père, en septembre 1062, l’empire dont hérite Tamim se réduits aux villes cernées de murailles, les campagnes étant tombées aux mains des arabes hilaliens.
En 1063, il part en campagne contre Hammu ibn Melîl, seigneur de Sfax, ville qu’il a prise en 1059 à Al-Muizz. Hammu ibn Melîl doit fuir. Pendant cette guerre, les arabes se divisent, certains se rangeant du côté de Tamim, d’autres se ralliant à ses adversaires. Il remporte quelques succès et reprend Sousse et Tunis. Il part faire le siège de Kairouan dont le gouverneur placé à la tête de la ville par ses soins vient de se révolter et de négocier avec le Hammadide An-Nasir ben Alannas. La ville est prise et son gouverneur félon se réfugie auprès d’An-Nasir.
La guerre continue entre Tamim et An-Nasir ben Alannas. Les arabes incitent An-Nasir à faire des incursions en Ifriqiya puis à rentrer à la Kalâa. Les hostilités se terminent en 1077, quand Tamim donne sa fille en mariage à An-Nasir .
En 1081, Tamim marche sur Gabès, mais après deux ans de siège, il abandonne et rentre à Mahdia où il est assiégé par les arabes. Il repousse ses adversaires jusqu’à Kairouan d’où il les expulse.
Tamim envoie une expédition menée par ses fils Ayoub et Ali en Sicile pour s’opposer aux Normands. Les deux frères débarquent, l’un à Palerme, l’autre à Agrigente. L’un des émirs locaux, jaloux de leur présence, cherche à les obliger à reprendre la mer. Il livre bataille et est tué. Ayoub est proclamé émir. Les querelles avec les musulmans locaux finissent par contraindre les deux frères à se retirer, si bien que la Sicile passe aux mains des Normands (1068/1069). Il voit la Sicile et une partie du sud de l'Italie (actuelle Calabre) échapper à la domination arabo-musulmane en raison de ces conquêtes normandes.
En 1087, Mahdia est attaquée et prise par une coalition chrétienne comprenant Génois, Pisans, Amalfitains et Normands qui la pillent et la saccagent. Ces envahisseurs rendent la ville à Tamim contre une rançon de cent mille pièces d’or. Acceptant sa défaite et une sorte de traité, il est obligé de libérer ses captifs chrétiens et de laisser les marchands italiens commercer avec les ports africains de son royaume. En effet, Tamim, en laissant ses pirates, dirigés par ses filleuls Abou et Ali, semer la terreur en Méditerranée, avait mis à mal le commerce des Italiens avec l'Afrique du Nord.
Deux ans après, il reconquiert, sur les Siciliens, les îles de Djerba et de Pantelleria, et il reprend Tunis.
Il meurt en février 1108, âgé d’environ soixante-dix-sept ans (soit 79 années hégiriennes), laissant soixante filles et quarante fils. Son successeur est son fils Yahya qui règne jusqu'en 1116.